# Bishin Jūmonji
Bishin Jumonji (十文字美信, Jūmonji Bishin), né le 4 mars 1947 à Yokohama, est un photographe japonais qui a travaillé notamment pour la mode et a réalisé des portraits et des photographies industrielles.

## Biographie
Après avoir étudié à l'école de photographie de Tokyo il travaille comme assistant de Kishin Shinoyama et se met à son compte en 1971 lorsqu'il est caméraman pour les publicités des produits Matsushita Electric et Shiseido.
L'association avec Matsushita l'amène plus tard à remporter prix de l'Art Directors Club tous les ans de 1975 à 1979. Jumonji continue son travail éditorial et commercial (notamment pour Hayashibara Biochemical Laboratories), tandis que la plupart de ses clients doivent beaucoup à sa direction artistique ainsi qu'à sa photographie. Le travail publicitaire de Jumonji est exceptionnellement ambitieux et plein d'esprit.
En 1972, il rejoint une exposition de portraits (à la galerie Kinokuniya à Shinjuku) de Simon Yotsuya, avec neuf autres photographes.
En 1971 Jumonji commence sa série Untitled de portraits de personnes encadrées de telle sorte que sont exclues leurs têtes. En 1972, ceux-ci apparaissent dans le magazine Camera Mainichi et sont exposés à la galerie Neikrug à New York ; un an plus tard, ils sont inclus dans l'expo New Japanese Photography au MoMA de New-York.
Jusqu'en 1980, Jumonji se rend dix-neuf fois à Hawaï pour photographier les îles et interroger les immigrants japonais âgés de la première génération. La série oppose photographies en couleur de Hawaï et portraits en noir et blanc des personnes qui y vivent. Des parties sont publiées dans Caméra Mainichi en 1979 et l'ensemble exposé en 1980 quand il remporte le prix Ina Nobuo. L'ensemble est publié sous le titre Orchid Boat en 1981.
La deuxième collection publiée de Jumonji s'intitule Kéntauros, un livret grand format de photographies en noir et blanc des membres de l'organisation de motocyclistes « Kéntauros » (marque alors populaire) arborant des poses macho avec ouverture automatique et autres accessoires de mode.
En 1981, Jumonji se rend en Indochine photographier les coutumes religieuses des Yao. En 1983-4, il visite la Thaïlande, la Birmanie et le Laos. Son travail est publié sous le titre Sumitōtta yami en 1987.
Jumonji commence à photographier des œuvres d'art en or en 1981. La première exposition se tient au grand magasin Matsuya situé dans le quartier de Ginza à Tokyo en 1987. Ce travail aboutit au grand et somptueux livre Ōgon fūtenjin publié en 1990. Ce travail lui vaut de remporter le prix Ken Domon l'année suivante. Certains de ces travaux sont également représentés dans deux d'un ensemble de quatre volumes de stéréoscopies, toutes prises par Jumonji et publiées en 1993-4.
Jumonji commence à photographier l'architecture et les jardins en 1988, et particulièrement la villa impériale de Katsura en 1991.
Jumonji photographie l'acteur kabuki Matsumoto Kōshirō IX pour une collection de portraits en noir et blanc du même titre. En 2005 il publie un second volume, Nippon Geki-gan, de portraits monochromes d'acteurs pris avec une caméra grand format peu de temps avant ou après leur performance.
En 1998, Jumonji commence à travailler sur Wabi, ambitieuse tentative de représentation (en couleur) de l'idéal esthétique japonaise du wabi. Le projet commence avec le cha-no-yu mais s'étend à des scènes du quotidien.
Jumonji expose des photographies composites de quatre chutes d'eau du Japon à la galerie Shiseido (Ginza) en juin et juillet 2004.
Les photographies de Jumonji sont parues dans Zoom et Stern.

### Albums de Jumonji
- (ja) Ran no fune (蘭の舟?) / Orchid Boat. Tokyo : Tōjusha, 1981. Seul le titre est en anglais et en japonais.
- (ja) Kéntauros. (titre en lettres latines seulement) Tokyo : CBS Sony, 1984.  (ISBN 4-7897-0132-8).
- (ja) Sumitōtta yami (澄み透った闇?), Darkness becoming visible). Tokyo : Shunjūsha, 1987.  (ISBN 4-393-33203-2).
- (ja) Ōgon fūtenjin (黄金風 天人?). Tokyo : Shōgakukan, 1990.  (ISBN 4-09-699371-9). Courtes légendes en anglais; le reste du texte est uniquement en japonais.
- (ja) Katsura rikyū (桂離宮?), Katsura Detached Palace. Nihon Mei-kenchiku shashin senshū 19. Tokyo : Shinchōsha, 1993.  (ISBN 4-10-602638-4). Avec un texte de Teiji Itō (伊藤ていじ?), Itō Teiji et Satoshi Yamato (大和智?), Yamato Satoshi.
- (ja) Poketto butsuzō (ポケット仏像?) / A Pocketful of Buddhist Statues. 3D Stereo Museum. Tokyo : Shinchōsha, 1993. Vol. 1  (ISBN 4-10-395101-X). Vol 2  (ISBN 4-10-395102-8).
- (ja) Poketto ni ōgon (ポケットに黄金?) / A Pocketful of Golden Treasures. 3D Stereo Museum. Tokyo : Shinchōsha, 1994.  (ISBN 4-10-395103-6).
- (ja) Poketto ni Byōdō-in (ポケットに平等院?) / A Pocketful of Uji Byodo-in Temple. 3D Stereo Museum. Tokyo : Shinchōsha, 1994.  (ISBN 4-10-395104-4).
- (ja) Katsura rikyū (桂離宮?), Katsura Detached Palace). Tonbo no hon. Tokyo : Shinchōsha, 1996.  (ISBN 4-10-602043-2). Texte de Machi Tawara.
- (ja) Jūmonji Bishin no shigoto to shūhen (十文字美信の仕事と周辺?), The work and surroundings of Bishin Jumonji). Artist, Director and Designer Scan no 10. Tokyo : Rikuyōsha, 2000.  (ISBN 4-89737-357-3). Exemples de travaux personnels et de publicité de Jumonji, et particulièrement intéressant pour ces derniers.
- (en + ja) Wabi (わび?) / Wabi. Kyoto: Tankōsha, 2002.  (ISBN 4-473-01944-6). Légendes et textes en japonais et en anglais.
- (ja) Koshiro Matsumoto. (titre en caractères latins) Purejidento, 2002.  (ISBN 4-8334-1745-6).
- (ja) Ochiru mizu (落ちる水?) / Water Falls. Tokyo : Shiseidō Kigyō Bunkabu, 2004. Ensemble de cartes dans une boîte, pour l'exposition qui s'est tenue en juin et juillet 2004. Comme la pour plupart des publications d'exposition japonaises, il n'y a d'ISBN
- (en + ja) Nippon gekigan (日本劇顔?) / Nippon geki-gan: Dramatic portraits of actors and actresses. Tokyo : Pia, 2005.  (ISBN 4-8356-1578-6). Légendes et la plupart des textes en anglais et en japonais.
- (ja) Futatabi kage (ふたたび翳?). Tokyo : Jūmonji Jimusho, 2006.
- (ja) Iru barusamiko (イルバルサミコ?) / Il Balsamico. Tokyo : Kyūryūdō, 2007.  (ISBN 978-4-7630-0707-0). Photographies de la région de Modène et de la production du vinaigre balsamique.
- (ja) Kansei no bakemono ni naritai (感性のバケモノになりたい?) / Beyond the Senses. (le titre anglais apparaît discrètement sur le colophon, et nulle part ailleurs.) Tokyo : Kyuryudo Art Publishing, 2007.  (ISBN 978-4-7630-0730-8). Plus de cinq cents pages, il s'agit d'une étude chronologique de l'œuvre de Jumonji.
- (ja) Murofushi Kōji: Kodoku na ōja (室伏広治　孤独な王者?). Tokyo : Bungei Shunju, 2010.  (ISBN 4163731105). Photographies du lanceur de marteau Koji Murofushi.

### Autres
- Matsuoka, Seigow  (松岡正剛?), (Matsuoka Seigō). Yūkō no hakubutsugaku (遊行の博物学?), Diverting museology). Tokyo : Shunjūsha, 1987.  (ISBN 4-393-33109-5). Jumonji contribue un certain nombre de photographies pour le chapitre 5 sur des œuvres d'art en or.
- Szarkowski, John et Shōji Yamagishi. New Japanese Photography. New York : Museum of Modern Art, 1974.  (ISBN 0-87070-503-2) (relié),  (ISBN 0-87070-503-2) (souple). Comprend une photo unique de la série Untitled.

## Prix et récompenses
- 1980, Prix Ina Nobuo
- 1991, Prix Ken Domon